# Паразитски мрав
Паразитски мрав је врста мрава која користи социјалну структуру друге врсте мрава за сопствени опстанак и репродукцију. Најчешће врсте паразитских мрава инфилтрирају се у колонију блиско сродне врсте користећи феромоне идентичне онима које имају радници колоније како би избегли сукоб и стопили се са окружењем. Паразит полаже јаја поред постојећих, које ће домаћинова колонија мрава радника одгајати и неговати као своје. Други паразитски мрави преносе лутке и ларве колоније домаћина назад у колонију паразита, где ће се легло одгајати као њихово. Пренето легло домаћина не може да разликује паразите од сопствене колоније и служи као радници за паразите. Најранији паразитски мрави највероватније су еволуирали пре 16 милиона година као привремени социјални паразити (мрави који се инфилтрирају у колонију и убијају матицу домаћина).
Паразити обично наносе штетне последице циљној колонији и могу инхибирати њен раст и развој. У неким случајевима је примећено да паразити еволуирају своју анатомију како би одражавали анатомију своје циљне врсте, што им омогућава да остану неоткривени унутар колоније током већег дела свог животног века. Паразити такође могу доживети синдром социјалног паразитизма, што доводи до промена у њиховој анатомији прилагођеној паразитизму. Синдром социјалног паразитизма идентификован је у родовима Acromyrmex и Pseudoatta.

## Врсте и карактеристике
Од више од 12.000 врста мрава, око 230 се сматра паразитима. Род Formica садржи многе паразитске врсте, при чему је за више од половине од његових 172 врсте потврђено или се сумња да су паразити. Други родови — као што су Acromyrmex (мрави секачи листова) и Myrmica (црвени мрави) — такође показују паразитско понашање.
Типичне колоније мрава имају најмање три касте: матице, раднике и трутове (мужјаке). Неке врсте такође имају четврту касту војника који бране колонију. Међутим, неке социјално паразитске врсте мрава развиле су засебну псеудо-касту мутираних мрава радника који показују фенотипове сличне матици (визуелне карактеристике). Мутирани мрави садрже мутирани суперген (групу повезаних гена унутар хромозома) који им омогућава да развију особине као што су крила, веће очи и јајнике (репродуктивни орган код матица). Мутирани мрави су способни за репродукцију.

### Особине
Паразитске врсте мрава могу временом еволуирати тако да одражавају преферирану врсту домаћина. Уместо да постану визуелно хомогени, на пример, усклађивањем боја са домаћином, они уместо тога еволуирају сличне анатомске облике и карактеристике како би се стопили са домаћинима путем додира. Карактеристике паразитске матице такође су значајно измењене, при чему се матице велике већине врста смањују на најмање 35% величине нормалне матице.
Феромони паразитских мрава такође се мењају како би одражавали феромоне врсте домаћина кроз процес познат као трљање. Паразит користи своје мандибуле да се причврсти за мрава домаћина и прекрије сопствено тело феромонима домаћина. Домаћин обично реагује агресивно на мандибуле паразита. Ово се ради како би се добио кутикуларни угљоводонични профил домаћина, што је скуп хемикалија специфичних за сваку појединачну колонију, а користи се за идентификацију међу члановима колоније. Прекривање профилом домаћина може учинити паразита нераспознатљивим од радника домаћина. Ово се ради како би се минимизирао било какав потенцијални сукоб приликом уласка у колонију домаћина. Врста Formicoxenus provancheri (шампонски мрав) користи мало другачији метод имитације феромона, при чему користе своје глосе (структуре сличне језику) да би добили феромоне домаћина, а затим их користе да се прекрију.

### Филогенија
Паразитизам код мрава вероватно је први пут настао пре око 16 милиона година у облику привремених социјалних паразита. Ентомолози се не слажу око тачног порекла специфичних паразита, али примећују да су многи паразитски мрави блиско сродни врстама које паразитирају, пратећи Емеријево правило. Инквилинизам (мрави који живе у гнезду домаћина) еволуирао је најмање 40 пута засебно код мрава, све унутар формикоидне кладе. Постоји првенствено 6 подфамилија мрава које су развиле инквилинизам у приближно истом временском периоду. Привремени социјални паразитизам еволуирао је најмање 60 пута код више врста мрава, обележен губитком способности паразита да формирају сопствене колоније, уместо тога ослањајући се на преузимање постојећих колонија других врста. Већина група паразитских мрава је монофилетска.

### Синдром социјалног паразитизма
Синдром социјалног паразитизма је низ промена које се могу јавити код паразитских врста мрава током њихове трансформације ка експлоататорском понашању. Обично га карактерише губитак касте радника, смањење телесних структура и укупне величине, ширење петиола и смањење величине мандибула. Матице погођене овим синдромом садрже мутирани суперген на хромозому 13, што узрокује повећану производњу јаја, измењен метаболизам и значајно смањена тела. Суперген је скуп од 200 појединачних гена који доприносе ефектима синдрома. Суперген се ретко не преноси на будуће генерације. Погођене матице имају сличан визуелни изглед по величини и структури као радници сопствене или блиско сродних врста, са изузетком што имају крила. Синдром је идентификован код врста родова Pseudoatta и Acromyrmex. Након наслеђивања супергена и утицаја синдрома, мрави више не могу самостално да преживе без искоришћавања колоније домаћина, што их чини облигатним паразитима.

## Методе
Постоји неколико метода које паразитски мрави користе за експлоатацију других колонија. Уобичајена метода укључује инфилтрацију паразитске матице у колонију и убијање постојеће матице, како би је домаћини прихватили као сталног члана колоније. Већина паразита (искључујући инквилинске мраве) на крају убија матицу домаћина или нападом на њу или убијањем радника који се о њој брину. Неки мрави такође користе походе ради робова како би пренели јаја домаћина у своју колонију и одгајали их као своје.

### Мрави робовласници
Мрави робовласници су врста паразита који улазе у колонију домаћина и преносе њихове ларве и лутке назад у своју колонију како би их одгајали као своје. Око 50 појединачних врста мрава показује робовласничко понашање. Након што се потомство домаћина излеже унутар колоније паразита, оно не може да разликује паразитску врсту од сопствене, и стога се понаша као радници за робовласничку колонију.
Робовласничке колоније обично шаљу извиђаче да траже оближње врсте како би се инфилтрирали у колонију са минималним сукобом од радника домаћина, пре него што се врате у своју колонију да се припреме за напад познат као поход ради робова. Они затим покрећу поход у којем преносе хиљаде потомака у различитим фазама раста назад у своју колонију. Тела мрава робовласника специјализована су за паразитирање или једне врсте или групе сродних врста, и често су таксономски блиско сродни својим домаћинима. Робовласници могу бити или облигатни паразити или факултативни робовласници. Облигатни паразити не могу самостално да преживе без домаћина којег би искоришћавали, док факултативни паразити не зависе од домаћина, али се ипак упуштају у паразитско понашање. Робовласничко понашање је необично међу мравима, али је еволуирало неколико пута независно.

### Привремени социјални паразити
Неки паразитски мрави се сматрају привременим социјалним паразитима, чији метод експлоатације укључује инфилтрацију у колонију домаћина где паразитска матица убија матицу домаћина, а затим користи раднике домаћина да развије нову колонију. Након што је матица домаћина убијена, паразитска матица почиње да полаже своја јаја међу постојећим. Радници домаћина тада третирају паразита као да је њихова нова матица. Сматрају се привременим јер не зависе од својих домаћина након што се њихова нова колонија успостави.
Инвазивни паразити се обично маскирају сличним хемијским профилом као домаћини кроз трљање, што смањује сукоб док улазе у колонију. Матице неких социјално паразитских врста, као што је Polyergus breviceps, не могу да се брину о сопственом потомству и потпуно су зависне од колоније домаћина да одгаја њихово легло.
Привремени социјални паразити на крају у потпуности замењују популацију првобитне колоније домаћина. Обично је потребно око годину дана да сви појединачни мрави излежени пре напада паразита изумру. Пошто је матица домаћина обично убијена током почетног напада паразитске матице, колонија домаћина више није у стању да полаже нова јаја и одржава своју популацију. Постојећи радници обично нису нападнути од стране паразита, већ се користе за неговање и бригу о паразитском леглу док популација домаћина на крају не изумре.

#### Мрави гости
Неке врсте из рода Megalomyrmex, такође познате као паразитски мрави гости, су социјални паразити који живе међу мравима који узгајају гљиве и конзумирају њихову храну и легло. Примери укључују M. adamsae, M. mondabora, M. symmetochus и M. wettereri. Ови мрави циљају мраве који узгајају гљиве јер домаћини немају касту војника и мандибуле су им знатно слабије од мандибула паразита, што домаћинима отежава да их држе подаље. Мрави гости не имитирају кутикуларни угљоводонични профил својих домаћина. Уместо тога, поседују алкалоидни отров који се користи за пацификацију колоније домаћина како би могли да конзумирају храну и потомство домаћина са мање отпора. Отров могу детектовати други мрави изван колоније домаћина, па мрави домаћини често дозвољавају паразитима да бораве унутар гнезда како би одвратили оближње непријатељске колоније мрава, упркос њиховим негативним ефектима.

### Инквилински мрави
Инквилински мрави су врста социјалних паразита који показују стални социјални паразитизам. Ово се сматра најтежим обликом паразитизма код мрава. Постоји око 100 врста мрава које су еволуирале да показују инквилинско понашање. Ови мрави обично нису непријатељски настројени према колонији домаћина и коегзистирају са присутном матицом домаћина. Ови мрави живе у колонији свог домаћина током велике већине свог животног века. Инквилинске матице напуштају своју матичну колонију у потрази за колонијом домаћина, остављајући матице без радника и присиљавајући их да се ослањају на раднике колоније домаћина за своје потребе неге и храњења. Мрави практикују полигинију са мужјацима домаћина, при чему се мужјаци истовремено паре са паразитом и постојећом матицом. Иако нису физички непријатељски настројени према домаћинима, јаја која полажу међу леглом колоније домаћина одвлаче ресурсе од домаћиновог легла, штетећи кондицији потомства домаћина. Легло инквилинског паразита готово увек има анатомију способну за репродукцију.
Готово сви инквилински мрави прате Емеријево правило, што је тенденција код социјалних паразита која сугерише да би социјални паразити требало да буду блиско сродни једни другима таксономски. Обично прате или строги облик Емеријевог правила (мрави који су из истог рода) или блажи облик (из исте или сличне фамилије). Праћење Емеријевог правила једна је од главних разлика између инквилинских мрава и привремених социјалних паразита. Студије су показале да је полигинија између паразитске матице и мужјака домаћина можда била порекло инквилинског паразитизма код мрава.

#### Родео мрави
Неке врсте Solenopsis (ватрени мрави) могу се причврстити за леђа других мрава на паразитски начин, чиме лакше могу да се инфилтрирају у колонију домаћина. Ови родео мрави се каче за торакс мрава домаћина (обично матице) и прекривају се феромонима тог мрава како би остали неоткривени од стране остатка колоније. Сви родео мрави су матице и стога немају раднике који би се бринули о њима, па паразит полаже своја јаја са леђа мрава домаћина поред легла домаћина, у настојању да убеди колонију домаћина да одгаја потомство паразита. Ови мрави нису идентификовани изван америчке државе Тексас и представљају најређу врсту паразитских мрава.

## Утицај на колонију домаћина
У зависности од метода паразитизма, утицаји на колонију домаћина могу драстично варирати. Ако је колонија домаћина више пута изложена походима ради робова, њена способност да обнови своје раднике значајно се смањује и на крају може довести до колапса колоније. Колоније подвргнуте привременим социјалним паразитима могу постепено доживети пад своје популације како потомство нове паразитске матице замењује постојећу радну снагу домаћина. Паразитске матице не доприносе продуктивно ресурсима или подршци колонији домаћина, а понекад уклањају крила потенцијалним матицама. Ресурси и нега који се обично посвећују леглу сопствене колоније домаћина користе се за потомство паразита, што може довести до значајно мање здравих мрава радника домаћина. Паразити могу изазвати еволуциону трку у наоружању против својих домаћина, при чему колоније брзо еволуирају како би развиле методе за напад и одбрану једне од других. Неки паразити су развили хемијски токсин који се ослобађа из њихове Дуфурове жлезде. Овај токсин може изазвати међусобне борбе унутар колоније домаћина, омогућавајући паразитима да се лакше инфилтрирају и искористе колонију домаћина. Хемикалије које користе стални инквилински домаћини такође могу утицати на гене и понашање домаћина.

### Одбрана колоније
Када је паразитирана колонија домаћина нападнута од стране друге колоније, примећено је да неки паразити који бораве унутар колоније бране домаћине од нападачке колоније. Паразити ослобађају алкалоидни отров како би помогли у одвраћању нападача од започињања похода. Такође користе насиље како би уплашили или убили нападаче који игноришу хемијске одбрамбене механизме. Извиђачи из нападачких колонија могу детектовати да ли колонија има социјалне паразите, а присуство паразита може бити довољно да обесхрабри започињање похода.

## Парови паразит–домаћин
Прегледи које су спровели Алфред Бушингер (1986. и 1997), Берт Хелдоблер (1990) и Едвард О. Вилсон (1971) сачинили су листу парова паразит–домаћин;
- Rossomyrmex–Proformica[30]
- Polyergus–Formica[30]
- Formica–Formica[30]
- Leptothorax–Chalepoxenus[30]
- Leptothorax–Epimyrma[30]
- Leptothorax–Harpagoxenus[30]
- Leptothorax–Leptothorax[30]
- Leptothorax–Protomognathus[30]
- Myrmoxenus–Temnothorax[56]
- Strongylognathus–Tetramorium[30]